# Ruggero Giovannelli

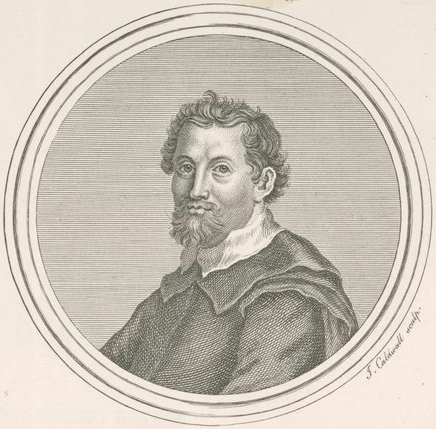
Ruggero Giovannelli.

Ruggero Giovannelli, (o anche Ruggiero Giovannelli, Ruggero Giovanelli, Ruggiero Giovanelli, Jovanelli, ecc.) (Velletri, 1560 circa – Roma, 7 gennaio 1625), è stato un compositore e cantore italiano del tardo Rinascimento e del primo periodo Barocco. Fu un esponente della Scuola romana e succedette a Giovanni Pierluigi da Palestrina nell'incarico di maestro della Cappella Giulia nella Basilica di San Pietro; successivamente fu cantore della Cappella Pontificia.

## Biografia
Le notizie sulla sua formazione musicale sono tuttora incerte e si suppone che, avendo vissuto e operato in area romana, sia stato allievo di Giovanni Pierluigi da Palestrina.
La sua attività compositiva è documentata dal 1582.
Nel 1583 divenne maestro di cappella alla Chiesa di San Luigi dei Francesi, incarico che mantenne fino al 1591, anno in cui passò al Collegio Germanico. Dal 12 marzo 1594 fu maestro della Cappella Giulia al posto del Palestrina. Il 7 aprile 1599 fu assunto in Cappella Pontificia come tenore, ricoprendo nel 1612 la carica di maestro pro tempore. Il 7 aprile 1624 fu giubilato dal servizio e cessò la sua attività di cantore papale.
Nel 1614 circa contribuì alla nuova edizione del Graduale Romano, nota come Medicea.
Fu anche al servizio del cardinale Pietro Aldobrandini e del duca Giovanni Angelo Altemps, per la cappella del quale compose alcune musiche. Collaborò inoltre con l'Oratorio dei Filippini.
Morì a Roma il 7 gennaio del 1625 e i cantori ne portarono le spoglie in processione sino alla Chiesa di Santa Marta, dove furono tumulate.

## Stile
Giovannelli compose sia musica sacra sia profana, quest'ultima prevalentemente su testi di Tasso, Guarini e soprattutto Jacopo Sannazaro,  gran parte della quale ci è pervenuta solo in forma manoscritta. La produzione sacra di Giovannelli segue i canoni della tradizione musicale di scuola palestriniana, tuttavia dopo il 1600 il musicista adottò alcune innovazioni stilistiche, accogliendo le principali istanze della prima era barocca, come il concertato e il basso continuo, componendo anche alcune messe e mottetti in stile policorale (fino a 12 voci in 3 cori), sebbene sia stata formulata l'ipotesi che avversasse tale nuovo stile. Giovannelli compose inoltre madrigali, villanelle e canzonette, tra cui tre libri di madrigali a cinque voci e due libri a quattro voci, oltre a un notevole numero di canzoni profane non pubblicate; la maggior parte di queste musiche sono da ascrivere al periodo 1580-1600.
Per la notorietà che raggiunse, dal 1591 le sue composizioni furono stampate anche all'estero.
Parte della sua opera è andata perduta o è ancora manoscritta.

## Opere
Sembra che Giovannelli abbia pubblicato almeno tre volumi di cinque libri, mottetti a tre e cinque parti e canzonette a tre parti (1592); Villanelle a 3 voci (1593); Messe (1593); Mottetti (1594); Madrigali (1586); Libro III a cinque voci (1599); Vilanelle a 5 voci (1608). Vi sono messe, mottetti, e salmi in manoscritti custoditi presso la Biblioteca vaticana, e fra questi un Miserere per quattro e otto voci e una messa a otto voci, scritta sul madrigale di Palestrina,  Vestiva i colli. Altri madrigali sono contenuti nelle collezioni di Scotto e Phalesius, e mottetti e salmi in quelle di Fabio Constantini e Proske.

### Musica sacra
- Sacrarum modulationum … liber primus, Roma, 1593;
- Motecta … liber secundus, Venezia, 1604;
- 16 composizioni sacre su testo latino, (1592; 1599; 1600; 1607; 1609; 1614; 1615; 1616; 1618)
- 3 canzonette spirituali, 1586;
- Messa Iste est qui ante Deum;
- Messa Sicut lilium inter spinas;
- Messa Vestiva i colli;
- Messa Cantantibus organis;
- 28 mottetti, alcuni con basso continuo.

### Musica profana
- Gli sdruccioli … Il primo libro de madrigali, Roma, 1585;
- Il primo libro de madrigali, Venezia, 1586;[6]
- Il primo libro delle villanelle et arie alla napolitana, Roma, 1588;
- Gli sdruccioli … libro secondo,… con una caccia in ultimo, Venezia, 1589;
- Il secondo libro de madrigali, Venezia, 1593;
- Il terzo libro de madrigali, Venezia, 1599;
- Canzonette, con intavolatura per il liuto, perduta, citata in Pitoni, Notitia de contrappuntisti, p. 438;
- 37 composizioni, sparse in varie raccolte dal 1582 al 1609.
- 3 motets for equal voices
- Carmina Sacra; 17 motets for 3 equal voices
- La Terra, che dal fondo
- O Fortunata Rosa
- Tu nascesti

## Spartiti disponibili
- Deus noster fidelis[7]
- O quam inanes[8]
- Sanctissima Maria[9]
- Moritur in ligno[10]
- Suauissime Iesu[11]
- Dulce est & iucundum[12]
- L'Amorosa Ero
- Spartiti di Ruggero Giovannelli, su hoasm.org.